# Lago Lemano
Il lago Lemàno (in francese lac Léman, in arpitano lèc Lèman), spesso chiamato lago di Ginevra (in francese lac de Genève, in tedesco Genfersee, in romancio lai da Genevra), è il maggiore lago della Svizzera e dell'Europa occidentale, posto sul confine franco-svizzero ed esteso per il 40% in Francia (dipartimento dell'Alta Savoia) e per il restante 60% in Svizzera.
Diviso per un'irregolarità nella forma presso Yvoire in Grand lac (grande lago) a est e Petit lac (piccolo lago) a ovest, è formato dalle acque del Rodano, il suo maggiore immissario ed emissario, ebbe origine al termine dell'ultima glaciazione, circa 15.000 anni fa, e presenta una forma allungata, tipica di un lago glaciale subalpino, a mezza luna in direzione est-ovest con la concavità verso la sponda meridionale, quella francese.

## Etimologia e denominazioni
Il nome lac Léman (lago Lemano) appare nella letteratura intorno al 50 a.C. con il termine di origine greca lemanè limnè o lemanos limnè (Λιμένος Λίμνη ossia "lago del porto"). Questo toponimo è anche utilizzato e reso popolare da Giulio Cesare che, nel 58 a.C., partì da Genava e dal lacus Lemanus per combattere gli Elvezi. Con lo sviluppo della cartografia i nomi si moltiplicano: lacu Lausonio, lacus Losanetes o ancora lac de Lozanne (tra il II secolo e il IV secolo).
Come conseguenza della nuova fama internazionale di Ginevra, il termine lac de Genève (lago di Ginevra) appare e coesiste con i termini esistenti (XVI secolo). In quest'epoca il lago di Ginevra indica il Petit-Lac (Piccolo-Lago) (79 km²), mentre il lac de Lausanne (lago di Losanna) (503 km²) indica il Grand-Lac (Grande-Lago). Con il passare del tempo il lago di Losanna è scomparso e il nome di lago Lemano è stato adottato da Savoiardi, Vodesi e Vallesani. Quest'appellativo è generalizzato nelle carte geografiche e completa molti nomi di luoghi situati lungo la riva savoiarda del lago (Maxilly-sur-Léman, Chens-sur-Léman, ecc.). Il nome del Lemano, particolarmente di moda durante il secolo dei Lumi e durante la Rivoluzione francese e il Primo Impero, è stato utilizzato da autori come Jean-Jacques Rousseau o Voltaire e serviva da prestanome all'antico dipartimento del Lemano, che raggruppava il nord della Savoia, il pays de Gex e la città di Ginevra.
François-Alphonse Forel, medico e scienziato svizzero della fine del XIX secolo, disse che «...l'uso tende a stabilirsi in geografia, e questo con ragione, di preferire, ovunque dove ne esiste, il nome personale di un lago al nome della città situata sui suoi bordi. Un lago è un individuo geografico in se stesso e da lui stesso».
Ai giorni nostri, nei dizionari francofoni, solo la parte del lago vicino a Ginevra è chiamata lago di Ginevra, denominazione preferita dai Ginevrini e spesso utilizzata dagli stranieri. È la versione la cui traduzione nelle lingue straniere è la più frequente (Genfersee in tedesco o Lake Geneva in inglese). I termini Grand lac e Petit lac sono ancora talvolta utilizzati, soprattutto nella regione vicino a Ginevra.

## Clima
Sebbene situato in una zona di montagne, il Lemano, a causa della massa d'acqua che contiene, crea nel territorio circostante un microclima.
In inverno il lago restituisce il calore immagazzinato durante l'estate e addolcisce il rude inverno montano.
In estate rinfresca l'ambiente limitrofo.
Tuttavia in inverno, quando si verificano alcune particolari condizioni climatiche (aria secca fredda e stagnante in alta e media atmosfera), l'umidità più calda che si alza dalle acque del lago ristagna e si trasforma in spessa nebbia, che si accumula due o trecento metri più in alto, potendo ristagnare a 100 metri sopra il suolo per periodi di due o tre settimane. Questo mare di nebbia sempre più spesso deborda dal bacino e invade le vallate adiacenti, fino a un'altitudine di 800 - 1.000 metri.

## Idrografia

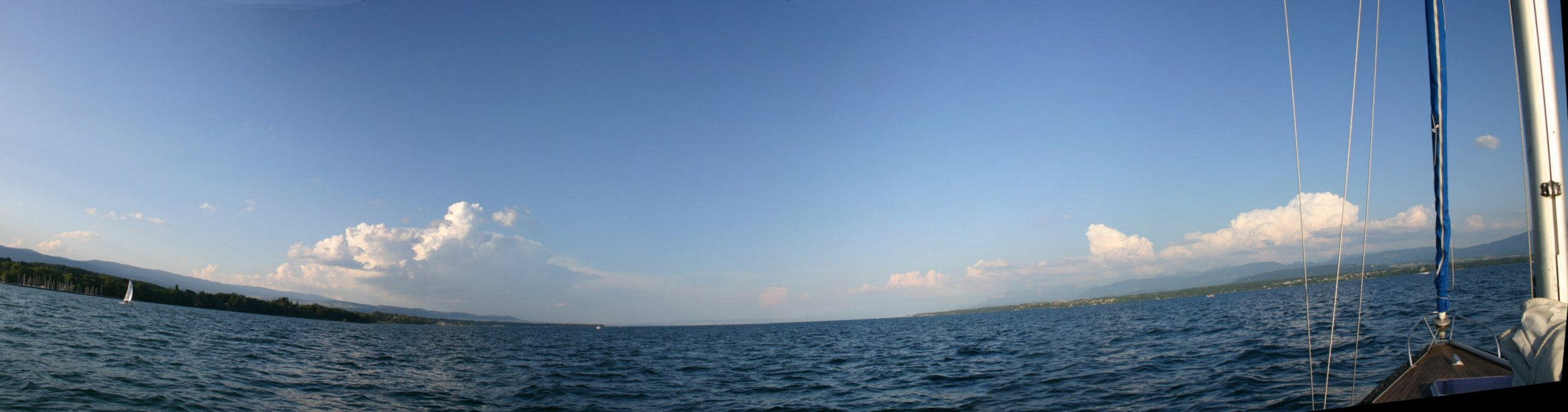
Il Petit-Lac in direzione di Losanna

Il lago riceve le acque di parecchi ruscelli importanti, provenienti dai cantoni limitrofi e dal dipartimento francese dell'Alta-Savoia. Il Rodano è l'apporto più importante poiché raggruppa tutti i ruscelli e torrenti dei versanti del cantone del Vallese e di Vaud. Servono una dozzina di anni perché le acque del lago siano completamente rimescolate. L'inquinamento era preoccupante una decina di anni fa, ma la situazione si è stabilizzata con una riduzione delle alghe e un migliore apporto di ossigeno. Tuttavia detriti chimici, come i fosfati e i concimi, continuano a riversarsi nel lago.

## Ecologia

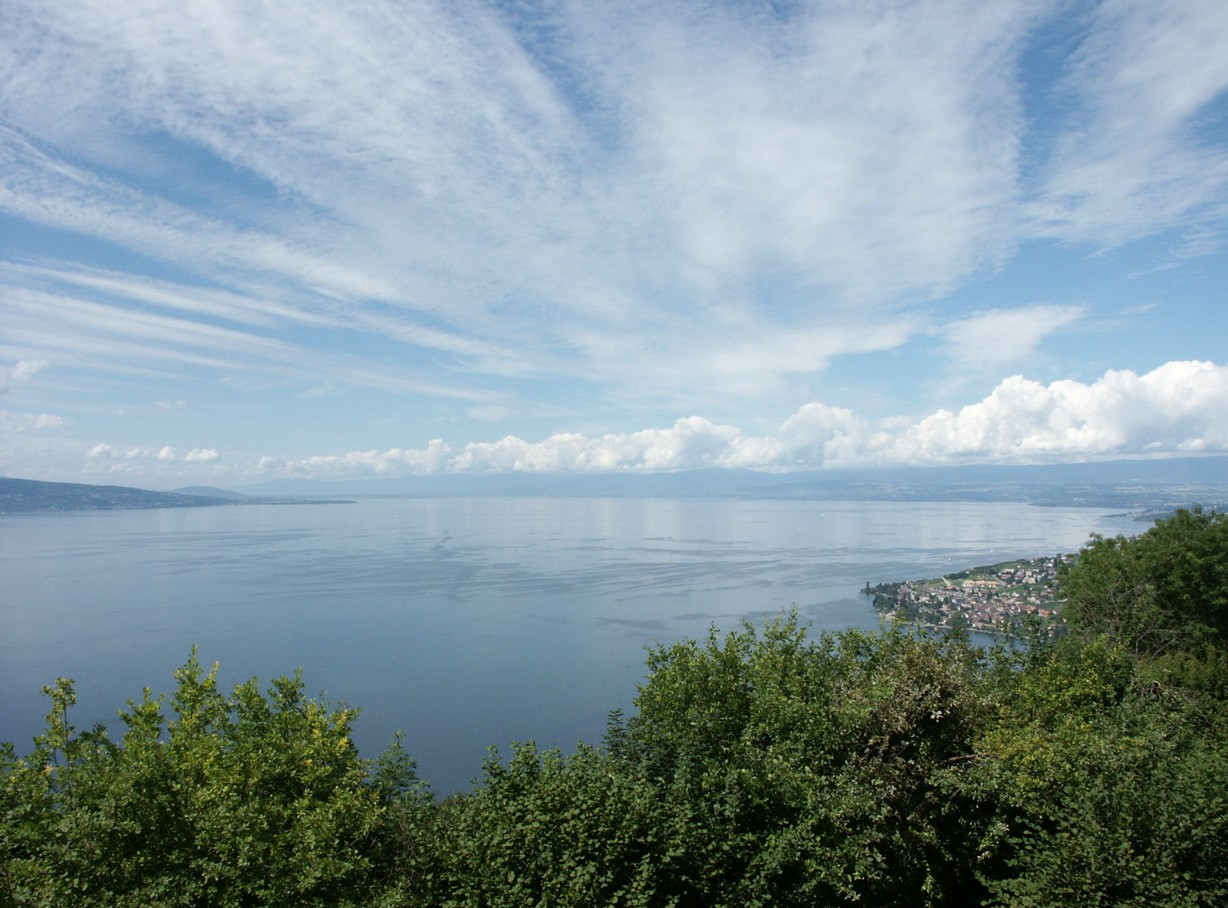
Da Epesses verso ovest

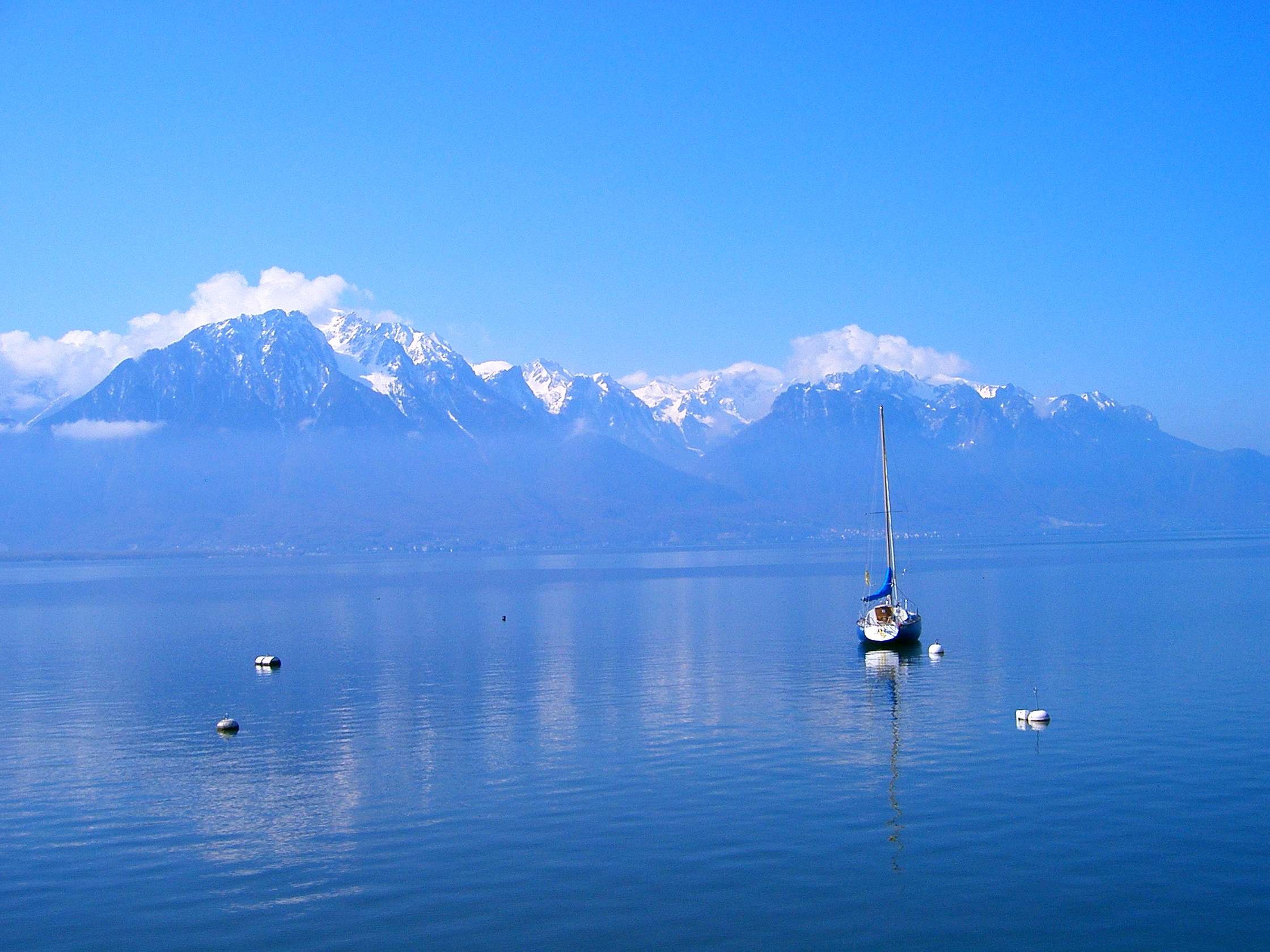
Da Montreux verso sud

Gli studi del paleo-ambiente, realizzati a partire dai resti di vegetali, dalla stazione di idrologia lacustre dell'INRA, con sede a Thonon-les-Bains, hanno rivelato che il bacino lemanico ha conosciuto delle forti variazioni climatiche e biologiche nell'ultimo mezzo secolo. Numerose specie vegetali sono scomparse, poiché le eccessive concentrazioni di fosforo, di erbicidi e altri fitofarmaci e di metalli pesanti (si trovano ancora, in fondo ai laghi alpini, le tracce della metallurgia del piombo dell'epoca romana), derivate delle attività urbane e agricole (un m² di argine inquinato inquina lui stesso 12 m³ di acqua), hanno portato alla produzione di alghe che hanno sovraconsumato l'ossigeno contenuto nell'acqua: è l'eutrofizzazione.
Questa densificazione della materia solida in sospensione infragilisce il fitoplancton, che non riceve più abbastanza luce; la diminuzione della massa del fitoplancton ha indotto, a sua volta, la scomparsa di specie di pesci come lo spinarello, sparito nel 1922, e la medusa d'acqua dolce, scomparsa nel 1962.
Per di più la scomparsa del fitoplancton fornisce terreno propizio alle Cianoficee o micro-alghe (Planktothrix rubescens), che rendono l'acqua, attraverso la creazione di tossine epatiche, nociva al consumo dei pesci e anche alla balneazione.
Il monitoraggio dei cicli stagionali e annuali degli ecosistemi limnici, lo studio dell'incidenza del clima e dell'inquinamento (fitofarmaci, metalli pesanti), lo studio della concentrazione di Protozoi ciliati, dei Rotiferi e altre specie dello zooplancton erbivore che filtrano l'acqua, la conoscenza delle nuove specie apparse, ha permesso con il passare degli anni di stabilire dei piani di salvaguardia e di prevenzione, che passano prima attraverso il miglioramento dell'alimentazione in acqua potabile del bacino e quindi del lago Lemano.
La rarefazione dei rimescolamenti completi del lago, che necessitano di inverni molto freddi durante i quali l'acqua di superficie porta il suo ossigeno in profondità, il riscaldamento climatico, che modifica le date dei periodi della frega dei pesci, sono all'origine dei nuovi adattamenti dell'ecosistema del lago.

### La CIPEL
La Commissione internazionale per la protezione delle acque del Lemano (CIPEL) è una commissione transfrontaliera franco-svizzera che lavora dal 1962 per il miglioramento della qualità delle acque del Lemano. Nel 2001 ha iniziato il nuovo piano decennale che ha come obiettivo principale il miglioramento dell'alimentazione in acqua potabile del bacino.

## Territori e comuni attraversati

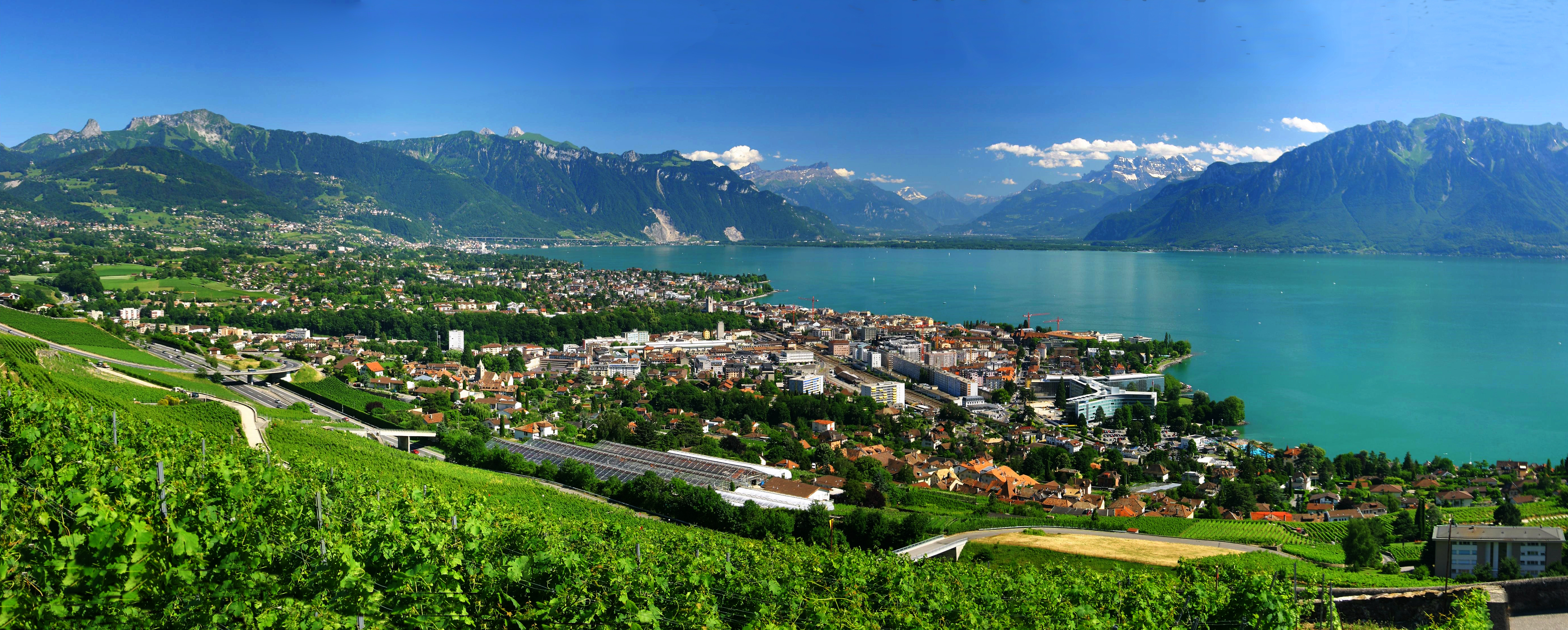
Vevey, città del canton Vaud

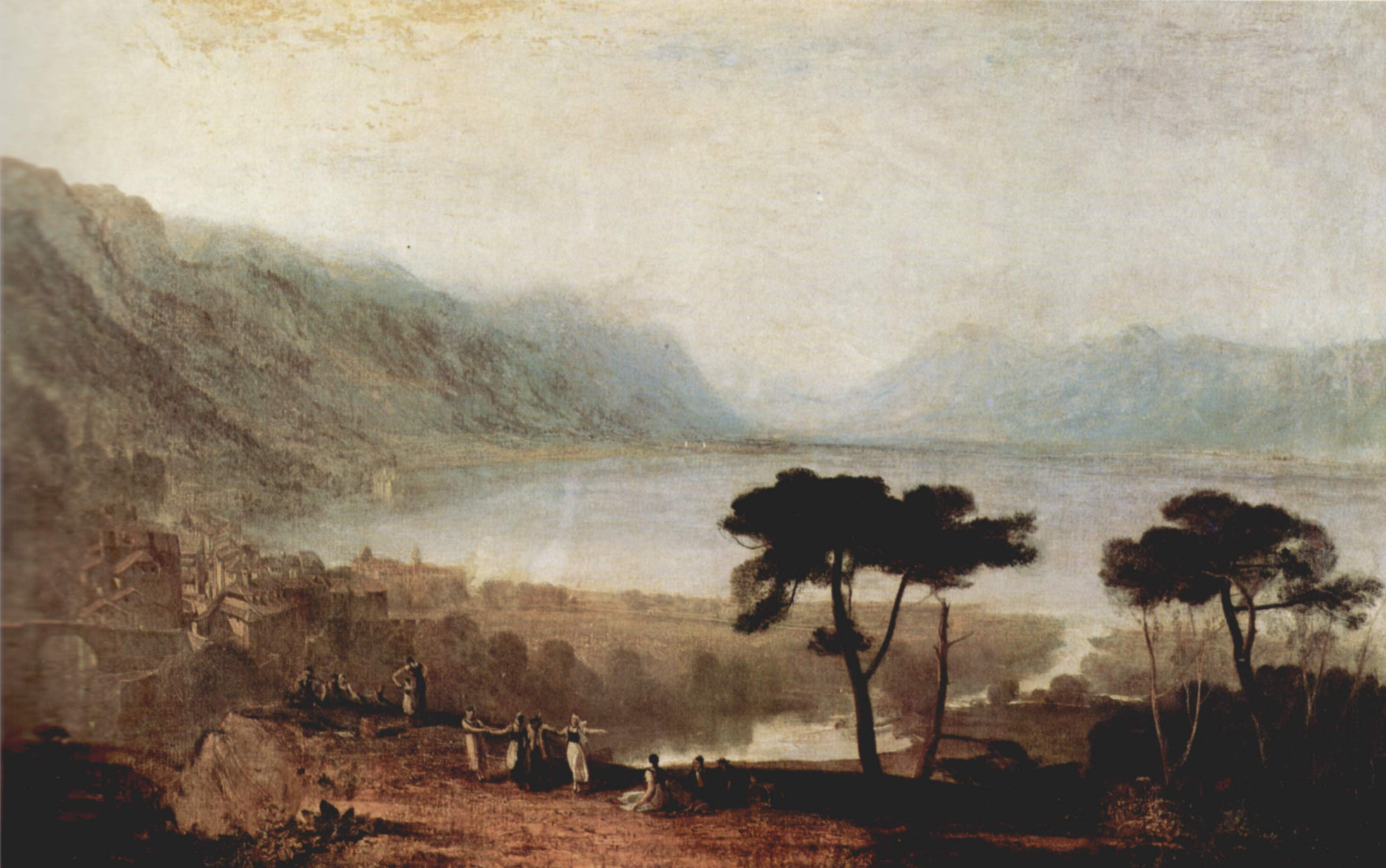
J.M.W. Turner: Lago di Ginevra da Montreux, 1810

- Il Chiablese francese (dipartimento dell'Alta Savoia).
- Tre cantoni svizzeri:
  - il Canton Ginevra,
  - il Canton Vaud,
  - il Canton Vallese.

Il lago bagna in particolare i seguenti comuni: Ginevra, Versoix, Nyon, Gland, Rolle, Morges, Losanna, Vevey, Montreux, Villeneuve, Saint-Gingolph, Évian, Thonon-les-Bains e Yvoire.

## Fauna e flora

### Pesci
Al giorno d'oggi, circa trenta specie di pesci vi coabitano, tra cui il ricercato salmerino, il pesce persico, il luccio, il coregone, localmente chiamata féra (coregone bianco), e le trote.
Il gambero americano, rilasciato per errore nel lago negli anni ottanta, ha colonizzato le sue acque. Questo piccolo crostaceo, molto apprezzato per la sua carne succulenta, oggi è pescato per rifornire i numerosi ristoranti.
Un luccio di 1,34 m è stato pescato nel 1996, un altro di 20,5 kg nel marzo 2004 nel cantone di Vaud.

### Uccelli
Trovandosi su una rotta migratoria tra le Alpi e il Giura, il lago è una zona prediletta da numerosi uccelli. Provenendo dalla Scandinavia o anche dalla Siberia, 150.000 volatili vengono a svernare qui, tra cui il grande cormorano.

## Turismo

### Barche del Lemano
Solcano abitualmente il lago Lemano circa 20.000 imbarcazioni, per trasporto, pesca o divertimento.
Un servizio di battelli a vapore con la tipica motrice a ruota (il cui insieme è chiamato flotte Belle Époque), collega dal XIX secolo le principali località intorno al lago. La sua gestione è affidata alla Compagnia generale di navigazione. La prima di queste navi fu messa in servizio nel 1823 con il nome Guglielmo Tell.
Si può anche navigare su un'antica barca tradizionale, la Savoie.

### Eventi sportivi
Ogni anno, durante il mese di giugno, si tiene un'importante competizione di vela, il Bol d'Or.

### Attrazioni turistiche

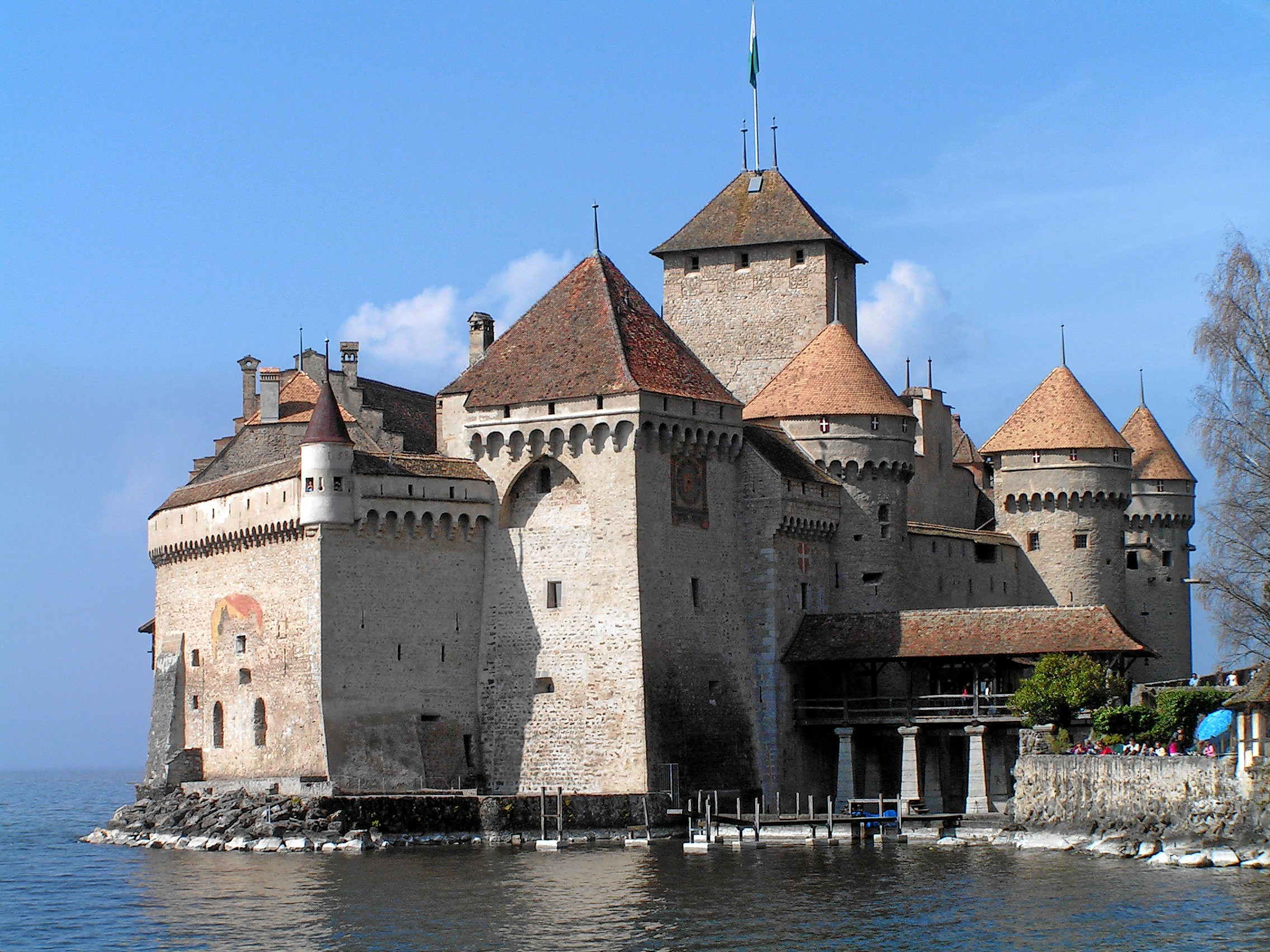
Il Castello di Chillon

All'infuori delle città della costa lemana, troviamo sulla sponda svizzera il Castello di Chillon (Vaud), nel suo ambiente romantico reso noto da Jean-Jacques Rousseau in Giulia o la nuova Eloisa e da Lord Byron in Il prigioniero di Chillon.
Sulla costa del Chiablese alto-savoiardo, troviamo il villaggio fortificato di Yvoire chiamato "la perla del Lemano", situato su uno sperone roccioso, la grande spiaggia di Excenevex e l'ex abbazia di Ripaglia con le sue torri, il suo parco e la sua rinomata vigna.